# Саксонска династия
Саксонската династия, която още се нарича Отонова династия (или Лиудолфинги) е имперска династия, първата династия на Свещената римска империя и една от династиите на Източно-франкското кралство. За неин създател се смята крал Хайнрих I, който е херцог на Саксония.